# إريك إغيلاند
إريك إغيلاند (بالنرويجية البوكمول: Erik Egeland)‏ هو كاتب ورسام توضيحي وصحفي نرويجي، ولد في 21 يوليو 1921 في Bekkelaget ‏ في النرويج، وتوفي في 19 مارس 1996 في باروم في النرويج بسبب سرطان.